# Gamtel Football Club
Maillots
Le Gamtel Football Club est un club de football de gambien basé à Banjul et sponsorisé par Gamtel. Fondé en 1998, le club joue dans la GFA League 1er Division. Il a réussi l'exploit de remporter la Coupe de Gambie durant quatre saisons consécutives.

## Palmarès
- Championnat de Gambie (2)
  - Vainqueur : 2015, 2018

- Coupe de Gambie (4)
  - Vainqueur : 2010, 2011, 2012, 2013
  - Finaliste : 2009, 2015